# نولان متهدل
نولان متهدل (الاسم العلمي:Nolana laxa) هو نوع نباتي يتبع جنس النولان من فصيلة الباذنجانية.